# MacRobertson Miller Airlines
 (mars 2019).
Si vous disposez d'ouvrages ou d'articles de référence ou si vous connaissez des sites web de qualité traitant du thème abordé ici, merci de compléter l'article en donnant les références utiles à sa vérifiabilité et en les liant à la section « Notes et références ».
MacRobertson Miller Airlines a été établi en Australie à la fin de 1927, par le pilote Horrie Miller (en) avec le soutien du millionnaire du chocolat Sir Macpherson Robertson. 
Les premiers services de la compagnie aérienne étaient entre Adélaïde et Broken Hill. La compagnie aérienne grandit rapidement et transfère sa base principale à Perth en 1934, après avoir remporté un contrat du gouvernement du Commonwealth pour des services aériens vers le nord-ouest de l'Australie occidentale et le Territoire du Nord. La compagnie aérienne a dû endurer des difficultés et faire face à de longues distances dans le vaste état de l’Australie.

## Historique
La société a été créée par le pilote Horrie Miller avec le soutien du millionnaire du chocolat Sir Macpherson Robertson. Initialement, la MMA opérait entre Adélaïde (Australie du Sud) et Broken Hill (Nouvelle-Galles du Sud). La compagnie aérienne grandit rapidement et déménage son siège à Perth en 1934, après avoir obtenu un contrat de services aériens avec le gouvernement du Commonwealth dans le nord-ouest de l'Australie occidentale et le Territoire du Nord

## Flotte
Les premiers aéronefs utilisés par la compagnie aérienne comprenaient Avro Ansons, De Havilland DH.84 Dragons, Lockheed modèle 10 Electra et Douglas DC-3. Plus tard, les avions suivants ont été utilisés:
- Fokker F-27 Friendship (Turboprop)
- 1 Vickers Viscount (geleaseder Turboprop)
- 1 Douglas DC-9 (Twinjet geleased von Ansett)
- Piaggios
- De Havilland Canada DHC-6 Twin Otter (ein STOL-Turboprop)
- Fokker F-28 Fellowship (Twinjets aus den 1000er und 4000er Serien)
- British Aerospace BAe 146 (Avion).

Le Fokker F-28 de MMA a effectué le vol le plus long au monde sans escale et le vol F-28 le plus long au monde entre Perth et Kununurra. La MMA a également effectué le vol le plus court au monde entre Perth et Rottnest Island avec un DC-3; plus tard, le Fokker F-27 a remplacé le DC-3 sur cette piste. Le premier Fokker F-28 de MMA a été publié par Braathens S.A.F.E.